# فوكس (مركبة مدرعة)
تى بى زاد فوكس بالإنجليزية (TPz Fuchs) من تصنيع شركةراينميتال الألمانية المتخصصة في إنتاج قطع السيارات والمعدات الدفاعية
المحرك هو مرسيدس بنز الموديل OM 402A V-8 السائلة المبردة 320 حصان ديزل. لها سرعة قصوى تبلغ 105 كم / ساعة ويكون النطاق 800 كم.هي بطول 7.33 مترا، 2.98 متر عرض و 2.37 مترا إرتفاع . وتزن 18.3 طن مع القدرة على حمل 6 أطنان في المعدات. يتم استخدامها لعدة مهام بما في ذلك نقل الجنود والنقل المهندسين وإبطال مفعول القنابل، NBC (النووية والبيولوجية والكيميائية) الاستطلاع والحرب الإلكترونية. لديها قدرة عالية في الأداء على العديد من التضاريس، مع انخفاض مستوى الضجيج. لها مراوح في مؤخرة المركبة مع ثلاثمائة وستون درجة تمكنها من تجاوز العقبات المائية بسرعة 10 كم /ساعة.

## التسليح
ثلاث رشاشات من نوعRheinmetall MG3
صواريخ ميلان المضادة للدبابات الموجهة
قاذفة قنابل GMG أو M2 براوننج بندقية رشاشة ثقيلة بدلا من MG3 .

## معرض صور

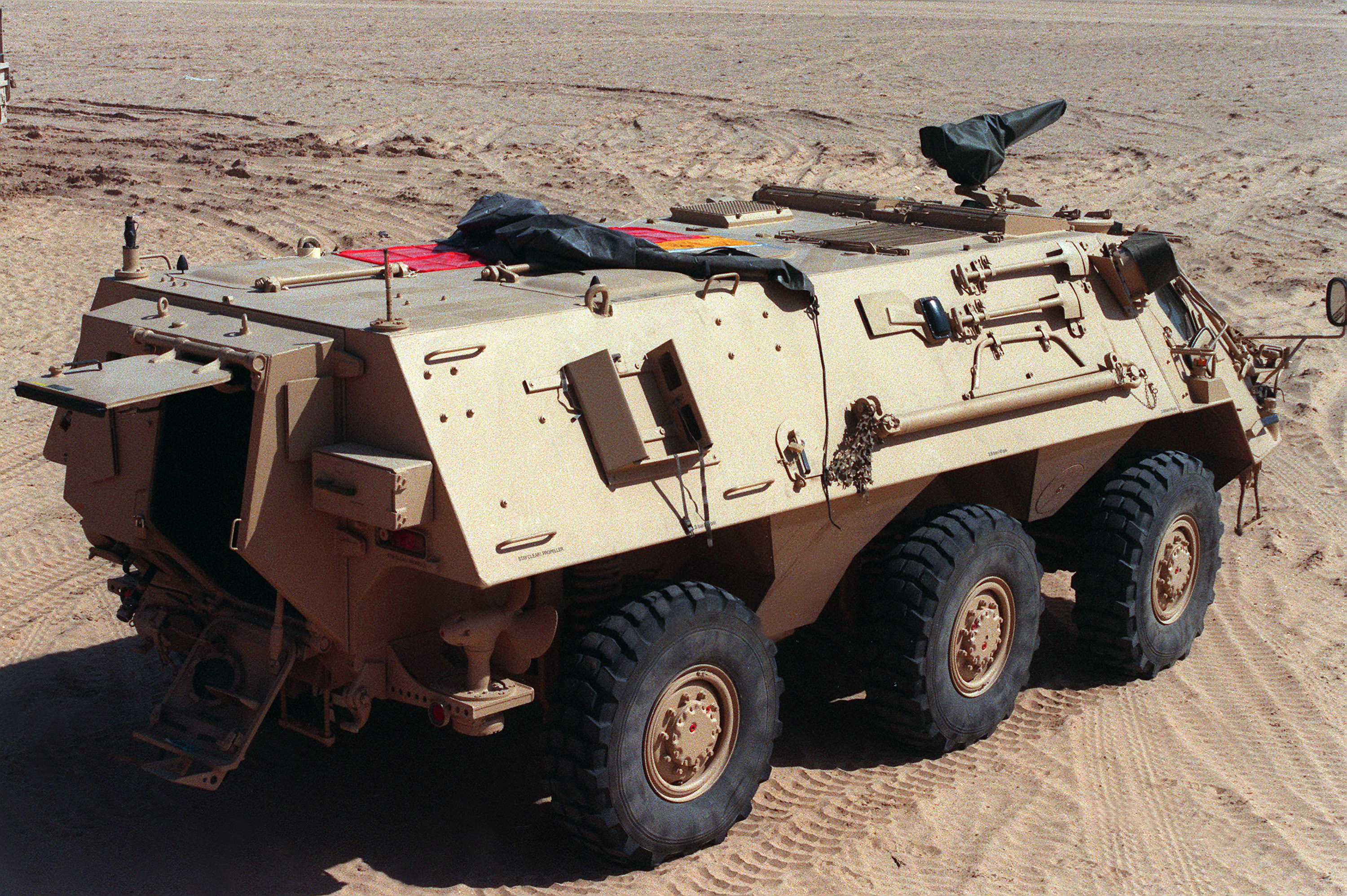
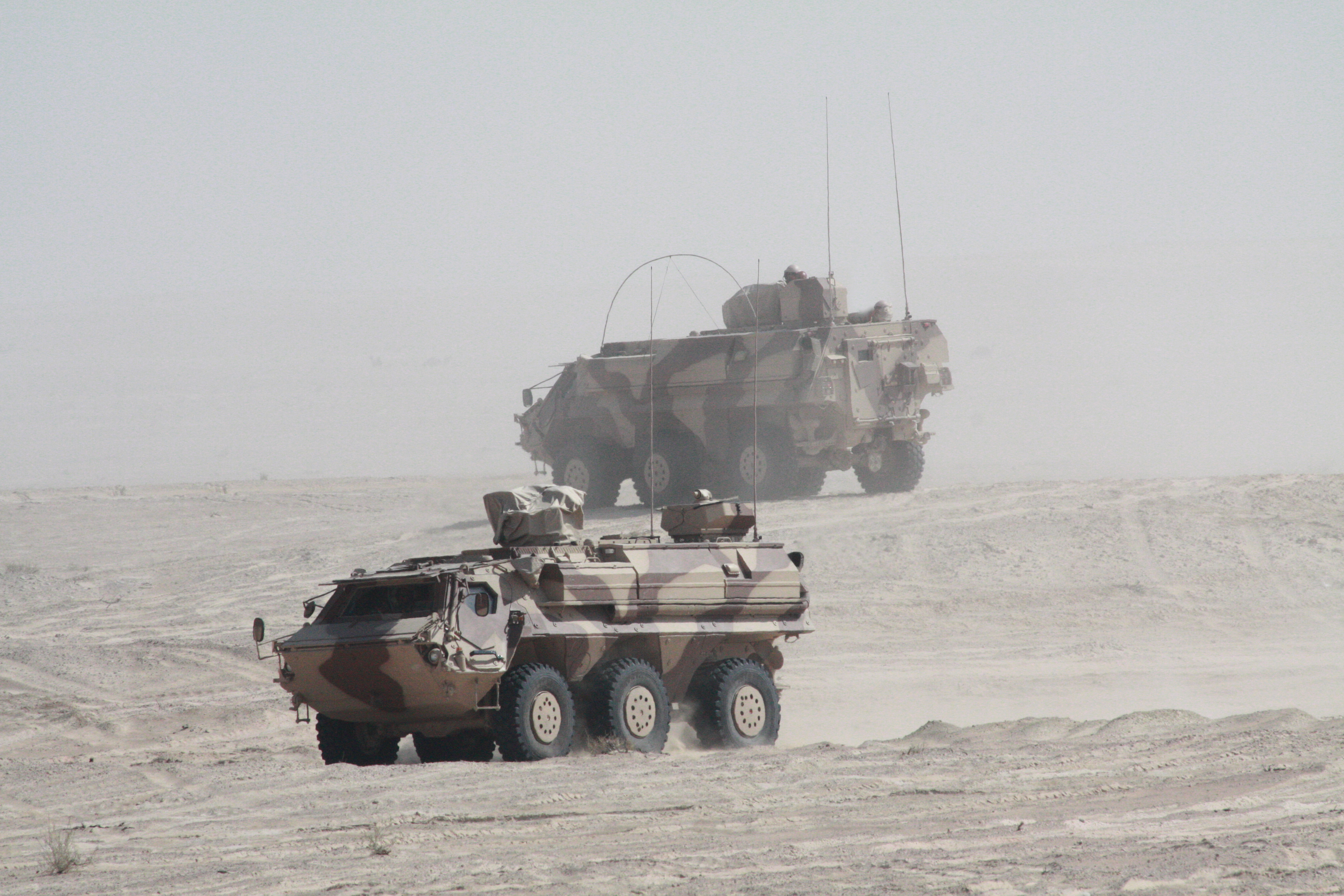
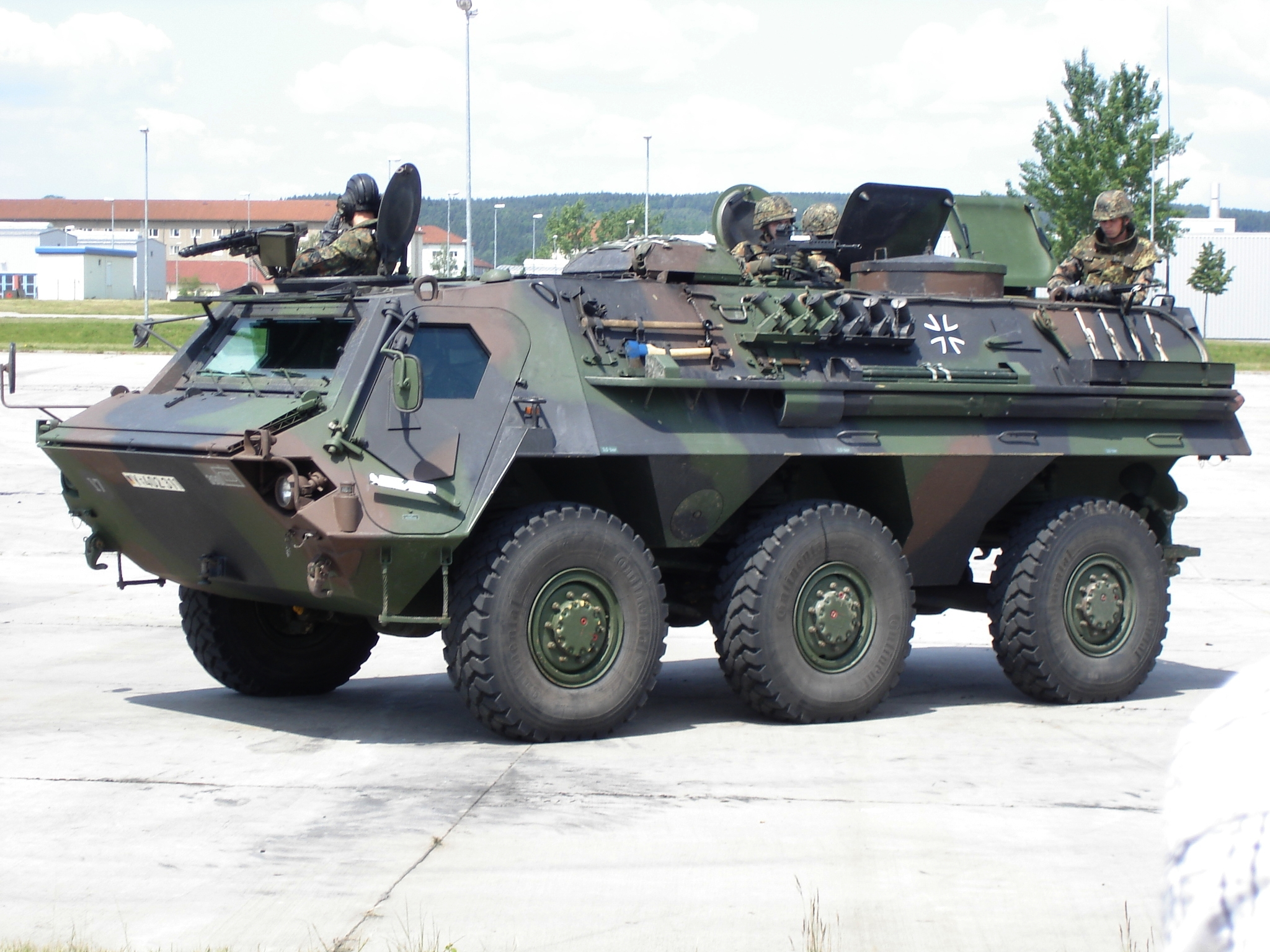
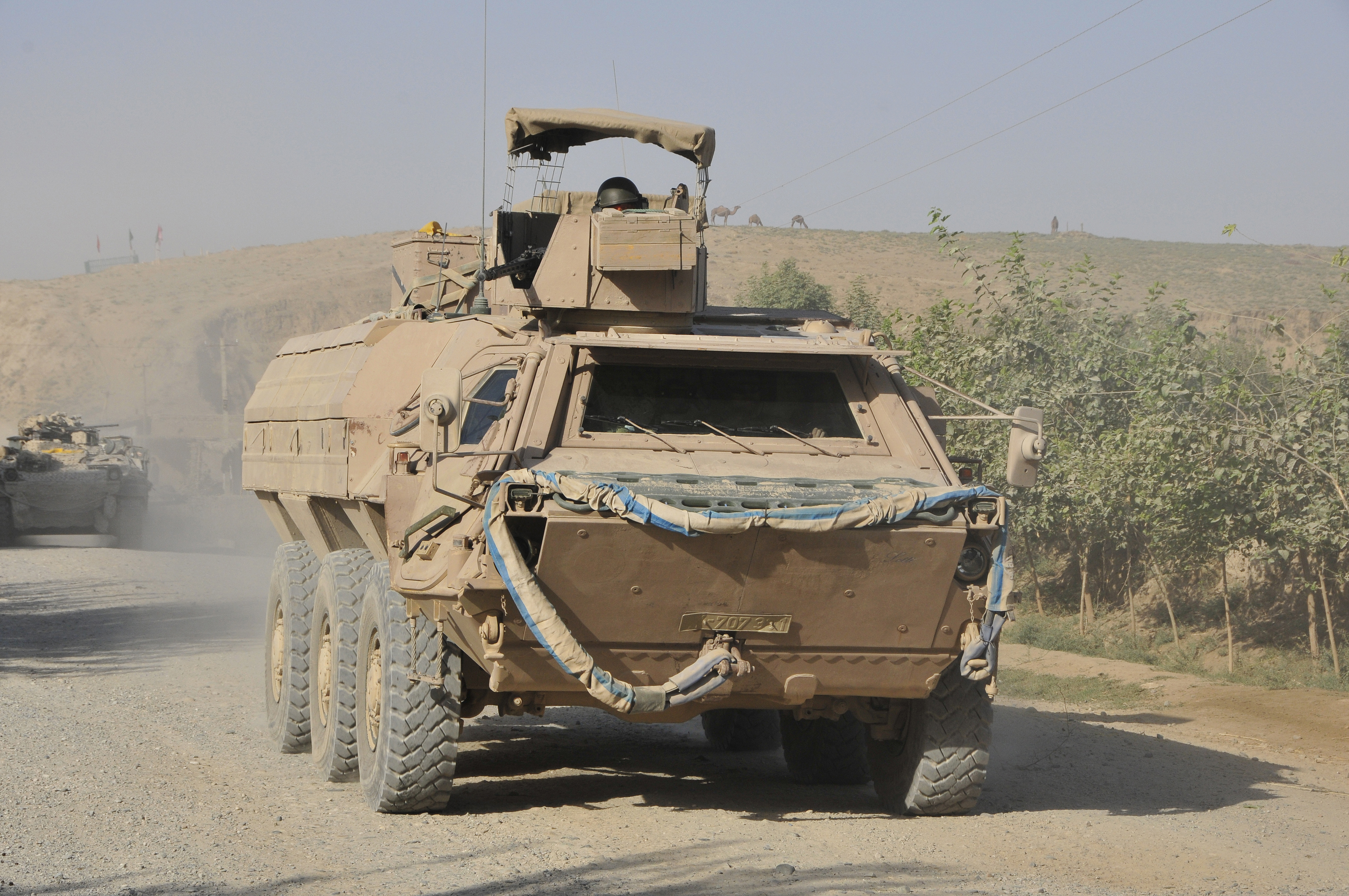
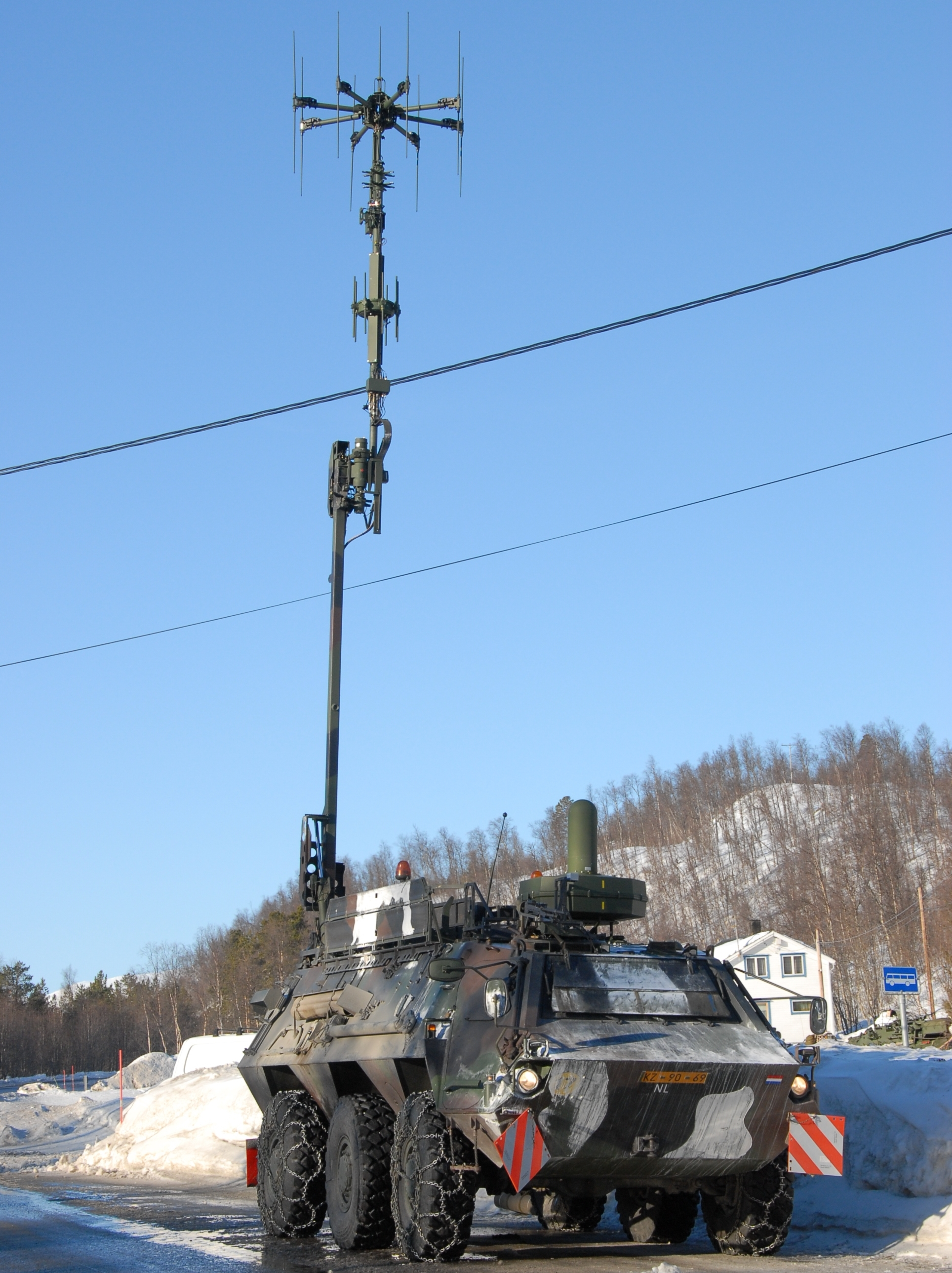
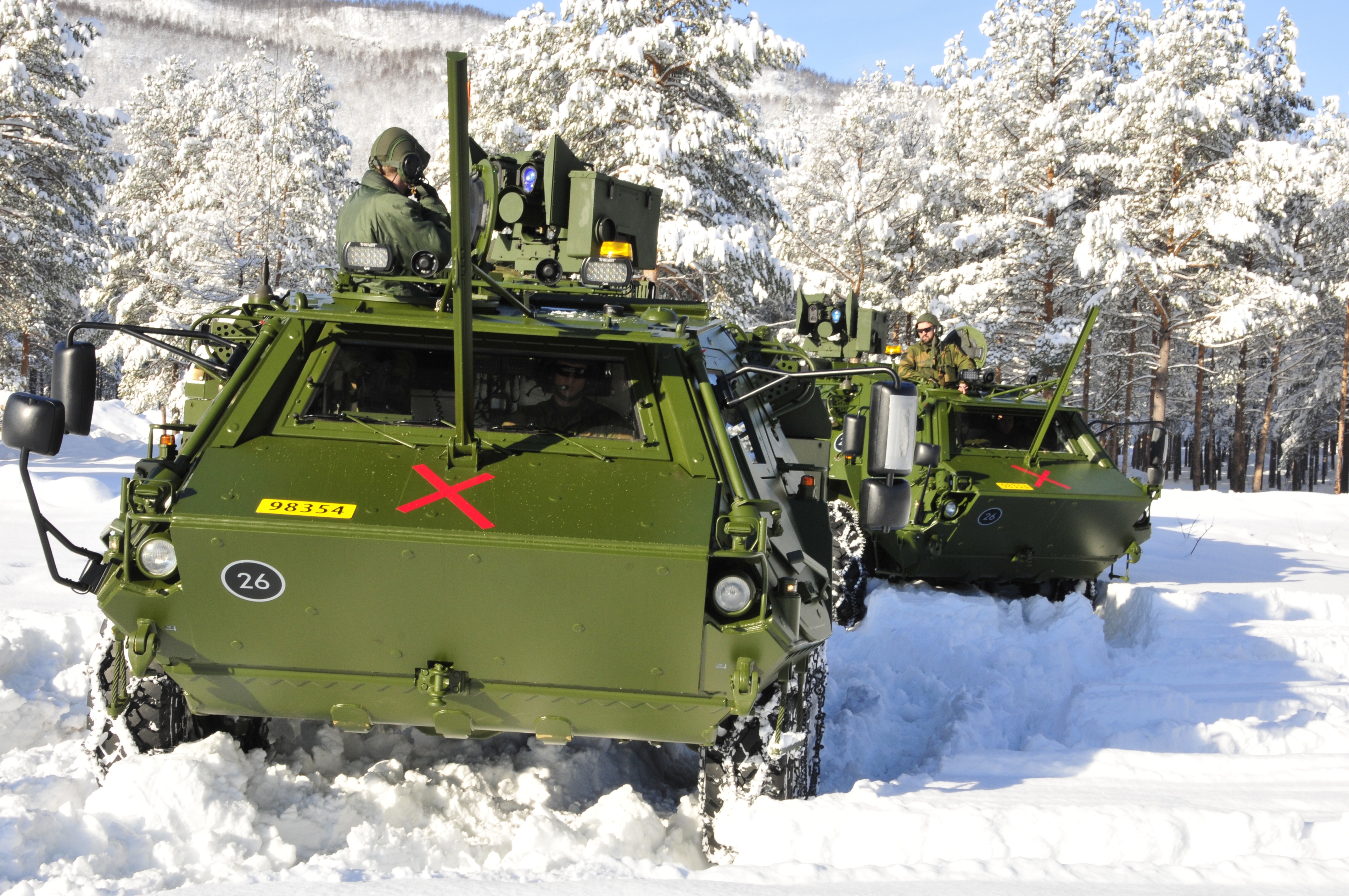

## المستخدمون
- ألمانيا
- السعودية
- فنزويلا
- الجزائر